# Ailton Canela
Ailton Cesar Junior Alves da Silva (18. listopadu 1994 – 28. listopadu 2016), známý jako Ailton Canela nebo jednoduše Canela, byl brazilský profesionální fotbalista, který naposledy hrál za Chapecoense.

## Klubová kariéra
Canela se narodil ve městě Matão ve státě São Paulo a do Internacional de Bebedouro se připojil v roce 2010. Svůj debut v seniorském týmu si odbyl 29. února 2012, když nastoupil jako náhradník při venkovním vítězství 1:0 v Campeonato Paulista Série A2 nad Osvaldo Cruz.
Canela podepsal smlouvu s Vitória-ES před sezónou 2013. V polovině roku však přestoupil do Monte Azul, aby si zahrál Copa Paulista.
V červenci 2014 byl Canela zapůjčen do klubu Olímpia do konce roku. V lednu následujícího roku se vrátil a stal se pravidelným členem základní sestavy. 30. června 2015 se připojil k týmu Botafogo-SP.
Canela se na konci sezóny stal stálým členem základní sestavy Botafoga, když vstřelil dva góly a pomohl svému týmu postoupit do čela tabulky. Dne 12. ledna 2016, poté, co se nedokázal dohodnout na nových podmínkách, podepsal předběžnou smlouvu s Cianorte.
Dne 9. června 2016 byl Canela zapůjčen do klubu Série A Chapecoense, kde měl působit až do prosince. Svůj debut v nejvyšší soutěži si odbyl 4. srpna, kdy nahradil Hyorana při domácí remíze 1:1 proti Palmeiras.

## Smrt
Dne 28. listopadu 2016, když byl tým Chapecoense na cestě na první zápas finále Copa Sudamericana 2016, kde se měl utkat s Atlético Nacional, byl Canela mezi mrtvými při nehodě letu LaMia Airlines 2933 v kolumbijské vesnici Cerro Gordo u města La Unión v departementu Antioquia.

## Statistiky

### Klubové
Platí k zápasu hranému 27. listopadu 2016.
| Klub                | Sezóna            | Liga                | Liga   | Liga | Státní liga | Státní liga | Národní pohár | Národní pohár | Kontinentální | Kontinentální | Ostatní | Ostatní | Celkově | Celkově |
| Klub                | Sezóna            | Soutěž              | Zápasy | Góly | Zápasy      | Góly        | Zápasy        | Góly          | Zápasy        | Góly          | Zápasy  | Góly    | Zápasy  | Góly    |
| ------------------- | ----------------- | ------------------- | ------ | ---- | ----------- | ----------- | ------------- | ------------- | ------------- | ------------- | ------- | ------- | ------- | ------- |
| Inter de Bebedouro  | 2012              | Paulista A3         | —      | —    | 1           | 0           | —             | —             | —             | —             | —       | —       | 1       | 0       |
| Vitória-ES          | 2013              | Capixaba            | —      | —    | 7           | 0           | —             | —             | —             | —             | —       | —       | 7       | 0       |
| Monte Azul          | 2013              | Paulista A2         | —      | —    | —           | —           | —             | —             | —             | —             | 9       | 1       | 9       | 1       |
| Monte Azul          | 2014              | Paulista A2         | —      | —    | 6           | 0           | —             | —             | —             | —             | —       | —       | 6       | 0       |
| Monte Azul          | 2015              | Paulista A2         | —      | —    | 17          | 2           | —             | —             | —             | —             | —       | —       | 17      | 2       |
| Monte Azul          | Celkově           | Celkově             | —      | —    | 23          | 2           | —             | —             | —             | —             | 9       | 1       | 32      | 3       |
| Olímpia (hostování) | 2014              | Paulista 2ª Divisão | —      | —    | 18          | 2           | —             | —             | —             | —             | —       | —       | 18      | 2       |
| Botafogo-SP         | 2015              | Série D             | 9      | 2    | —           | —           | —             | —             | —             | —             | —       | —       | 9       | 2       |
| Chapecoense         | 2016              | Série A             | 4      | 0    | —           | —           | 0             | 0             | 2             | 0             | —       | —       | 6       | 0       |
| Celkově v kariéře   | Celkově v kariéře | Celkově v kariéře   | 13     | 2    | 49          | 4           | 0             | 0             | 2             | 0             | 9       | 1       | 73      | 7       |

## Úspěchy
Botafogo-SP
- Campeonato Brasileiro Série D: 2015

Chapecoense
- Copa Sudamericana: 2016 (posmrtně)